# Жилой дом с кинотеатром «Заря»
Жилой дом с кинотеатром «Заря» — здание в Орджоникидзевском районе Екатеринбурга по адресу улица Баумана, 2. Построено в 1955 году в стиле неоклассицизма по проекту архитектора Петра Дмитриевича Деминцева. Памятник архитектуры местного значения.

## История
В начале 1930-х годов на месте будущего здания находилась временная деревянная конструкция с указателем «Эльмашстрой», обозначавшего место строительства соцгородка для будущего завода «Уралэлектромашина». Отсюда начиналась просека, впоследствии ставшая улицей Краснофлотцев.
Жилой дом для сотрудников Машиностроительного завода имени Калинина строился на средства предприятия с начала 1950-х годов в составе неоклассического ансамбля площади Машиностроителей по проекту архитектора Петра Дмитриевича Деминцева. В 1955 году 6-этажное каменное здание было сдано в эксплуатацию, а 1 мая 1956 года на его первых двух этажах открылся кинотеатр «Заря» с двумя залами на 210 мест каждый. Главным фасадом здание выходит на проспект Космонавтов, являясь архитектурной доминантой площади.
В советские годы здание считалось элитным жильём, квартиры в нём получали руководители цехов завода и партийные функционеры. Известно, что в доме жил Михаил Романович Воронов, командовавший дивизионом, который в 1960 году сбил над Свердловском самолёт U-2 под управлением американского лётчика Фрэнсиса Пауэрса. В 1970 году здание капитально отремонтировали, были демонтированы квартирные печки, проведено центральное отопление.
Кинотеатр в здании проработал до 1990-х годов, после чего был закрыт на реконструкцию. Вновь зрителей кинотеатр принял лишь в 2009 году, став частью сети «Премьер Зал». После пандемии коронавируса кинотеатр закрылся. С 2023 года на площадях бывшего кинотеатра функционирует Центр индустриального наследия Эльмаша.
В 2003 году на площади перед зданием установили фонтан, сложенным гранитными блоками, которые меняют свой цвет под воздействием воды. У местных жителей композиция получила название «фонтан встреч».

## Инциденты
20 марта 1996 года в подъезде дома на Баумана, 2 выстрелом в голову был убит жилец дома Валентин Алексеевич Смирнов, генеральный конструктор ОКБ «Новатор» и один из разработчиков зенитного комплекса С-300.

## Статус объекта культурного наследия
В августе 2014 года постановлением Правительства Свердловской области здание получило статус объекта культурного наследия местного значения в качестве памятника архитектуры и градостроительства.
В январе 2015 года компания «Киномир», владевшая помещениями кинотеатра «Заря», через суд добилась исключения здания из перечня объектов культурного наследия. После того как Министерство по управлению государственным имуществом Свердловской области опротестовало это решение в Верховном суде Российской Федерации, в июле того же года статус памятника архитектуры местного значения зданию вернули.
В 2023—2024 годах здание отремонтировали с восстановлением декоративных архитекрутных элементов.
- Общие виды
- Вид с северо-запада
- Ремонт 2023 года
- Северо-западный угол
- Юго-западный угол
- Дворовый фасад
- Фонтан перед зданием

## Архитектура
П-образное в плане здание на бутовом фундаменте имеет 5-6-этажный объём с цоколем. Фасады выполнены в стилевых формах советского неоклассицизма. Главный западный фасад имеет центрально-осевую композицию, акцентированную трёхчастным порталом входа в кинотеатр, северный и южный фасады имеют двухчастную асимметричную композицию. Все фасады обильно украшены декоративными элементами. Цоколь рустирован, междуэтажные и венчающие карнизы украшены сухариками и модульонами, арочные окна оформлены лепным декором. На уровне первого этажа выделяются подоконные филёнки и полочки с фигурными кронштейнами, на уровне верхних этажей оформлены пилястры и розетки между ними. На крыше установлены стилизованные вазоны.
Портал входа в кинотеатр оформлен дорическими каннелированными полуколоннами с аркой, украшенной лепным декором. Порталы выходов из кинотеатра на северном и южном фасадах украшены каннелированными пилястрами и лепным декором. В оформлении дворовых фасадов выделяется шестиэтажный портик с дорическими полуколоннами, полуциркульными арками и треугольным фронтоном.
Кинотеатр выполнен в центрально-осевой планировке с двумя залами, двумя фойе и вестибюлем между ними. В интерьре кинотеарта выделяются порталы дверей с орнаментами, треугольные фронтоны и сандрики над дверными проёмами, пилястры с капителями композитного ордера. В фойе и вестибюле арочные окна и арочный проём украшены архивольтами, потолок украшен розетками, карнизы и фризы украшены лепниной.
- Элементы декора
- Декор с годом ввода в эксплуатацию
- Вход в кинотеатр
- Окна первого этажа
- Башенки на крыше
- Декор на южном фасаде
- Памятная табличка